# Governing Council of the Cat Fancy
Der Governing Council of the Cat Fancy (GCCF) ist einer der ältesten europäischen Dachorganisationen von Katzenvereinen, die sich mit dem Ausstellungswesen und der Zucht und Haltung von Katzen beschäftigt.

## Geschichte
1910 von drei oder vier eigenständigen Vereinen im Vereinigten Königreich gegründet, war die Initiative dafür vom National Cat Club ausgegangen. Die Anfang des 20. Jahrhunderts aktiven Katzenvereine hatten unterschiedliche Systeme der Registrierung von Rassekatzen und von Ausstellungen, die sie zum Teil nicht gegenseitig anerkannten (was auf dem Festland heute immer noch gängige Praxis ist). Beim National Cat Club erkannte man, dass dies zu einem Wildwuchs führen würde, der der Katzenzucht abträglich wäre. So wurde der GCCF gegründet, um einheitliche Ausstellungs-, Zucht- und Haltungsrichtlinien einzuführen und eine einheitliche Registrierung von Zuchtkatzen in einem Zuchtbuch zu führen.
Die Aufnahme einer Katze in das Zuchtbuch wurde damals schon an zwei Bedingungen geknüpft: Ihre Vorfahren mussten bis zu den Urgroßeltern registriert sein und alle Vorfahren mussten von der gleichen Rasse sein. Insgesamt gab es damals vier „Rassen“ (genauer: Sektionen im Zuchtbuch): Langhaarkatzen, Kurzhaarkatzen, Abessinier und Siamesen. Heute gibt es ungleich viele mehr (Stand 2006: 55), was aber unter anderem auch darauf zurückzuführen ist, dass beim GCCF alleine bei den Persern 12 unterschiedliche „Rassen“ anerkannt sind.
Die damals von den verschiedenen Vereinen geführten Zuchtbücher wurden zusammengeführt, so dass ein bis auf das Jahr 1910 zurückgehendes Zuchtregister vorhanden sein könnte, wären diese Aufzeichnungen nicht verloren gegangen. Die ältesten vorhandenen Zuchtbücher stammen aus dem Jahr 1925. Es sind aber Ausstellungskataloge bis zum Jahr 1910 vorhanden, aus denen ebenfalls die Namen der Tiere und deren Eltern bekannt sind, so dass man damit unter Umständen auch eine erfolgreiche Stammbaumrecherche bis zu diesem Jahr zurück durchführen kann – wenn man Tiere aus diesen Zuchtlinien hat.

## Aktuell
Heute sind dem GCCF 143 Vereine angeschlossen. Sie beschäftigen sich verstärkt mit dem Wohl der Katze an sich, sei sie mit oder ohne Stammbaum. Natürlich werden von ihnen auch Ausstellungen ausgerichtet, aber da der GCCF im Zeitraum Juni 2005 bis Mai 2006 nur ca. 120 Ausstellungen lizenziert hat, können sich wohl nicht alle diese Vereine mit dem Ausstellungswesen beschäftigen.
Als Dachorganisation beschränkt sich der GCCF auf das Vereinigte Königreich, so dass seine Wirkung eigentlich darauf begrenzt sein müsste. Da er aber sehr frühzeitig heute europaweit be- und anerkannte Rassestandards gesetzt hat, ist sein Einfluss auch auf dem Festland weithin spürbar: Die sog. „freien“ Katzenvereine (die keiner Dachorganisation angehören) stützen sich häufig auf die Rassestandards des GCCF.
Die Aufgabe des Vereins heute besteht hauptsächlich darin, Stammbäume auszustellen, Ausstellungen zu lizenzieren, Richter auszubilden und als Dachverband die Katzenvereine zusammenzuhalten. Der GCCF selbst unterstützt das Wohl der Katze in der Hauptsache durch eine 1988 eingerichtete Stiftung, den Cat Welfare Trust. Hiermit werden Forschungsprojekte im Zusammenhang mit Katzen unterstützt. Außerdem führt der GCCF Schulungen für Züchter von Katzen zur Gesunderhaltung ihrer Zuchttiere durch.